# 6101 Tomoki
A 6101 Tomoki (1993 EG) a Naprendszer kisbolygóövében található aszteroida. Urata Takesi fedezte fel 1993. március 1-én.